# Xã Mount Morris, Quận Morrison, Minnesota
Xã Mount Morris (tiếng Anh: Mount Morris Township) là một xã thuộc quận Morrison, tiểu bang Minnesota, Hoa Kỳ. Năm 2010, dân số của xã này là 93 người.